# Clarity (альбом)
Clarity — третий студийный альбом американской рок-группы Jimmy Eat World, изданный 23 февраля 1999 года на лейбле Capitol Records. Clarity, после издания, накопил культовый успех и признания критиков, часто оценивались как одна из лучших записей 1990-х годов. Оссобенностью альбома стало динамическое звучание инструментов, а также становление Джима Эдкинса вокалистом. Различные музыкальные критики утверждают, что альбом дал огромное влияние на современную эмо-музыку. Однако, несмотря на похвалу критиков и продвижение сингла «Lucky Denver Mint», в следующем году Capitol Records разорвал контракт с группой.
После расставания с Capitol Records, группа решила провести масштабное турне, которая позволила им самостоятельно записать последующий альбом, Bleed American.

## Об альбоме
Clarity записан в конце 1998 году и в начале 1999 года на Sound City и Clear Lake Audio.
В альбоме Clarity, вместо Тома Линтона, основным вокалом стал Джим Эдкинс, за исключением песни «Blister», где солирует Линтон. На последующих альбомах Том поет только партии бэк-вокала. Только в 2010 Том снова становится основным вокалистом в песне «Action Needs an Audience». Песня «Goodbye Sky Harbor» написана на основе романа Джона Ирвинга, «Молитва об Оуэне Мини».
Песня «Lucky Denver Mint» вошла в саундтрек к фильму Нецелованная.

## Переиздание
В переиздании 2009 года к альбому был добавлен бонус-трек «Sweetness». 16 фотографий было использовано на создание обложки переизданного альбома, их сделали Пол Дрейк, Крисси Пайпер и Джи Девикоу. В 2009 году арт-компания The Uprising были наняты для создании обложки альбома, «…мы хотели оставить оригинал, но использовать настоящие фотографии. Мы хотели остаться верны оригиналу, но придать ему несколько более сложное значение. Эти реконструкции всегда немного сложны, потому что вы редко получаете все из художественных средств, но это оказалось фантастическим. И реальные отпечатки выглядят потрясающе!».

## Clarity x 10 Турне
В 2009 году Clarity празднует своё 10-летие. Jimmy Eat World объявляет что будет проводиться 10 концертов в 10-ти городах. Открытие праздника было 23 февраля в Нью-Йорке. Также, концерты проводились: 24 февраля в Вашингтоне, 25 февраля в Филадельфии, 26 февраля в Бостоне, 28 февраля в Чикаго, 2 марта в Денвере, 4 марта в Сан-Франциско, 5 марта в Лос-Анджелесе, 6 марта в Сан-Диего и 7 марта в Темпе группа закончила свой тур. 12 февраля Jimmy Eat World провёл репетицию в прямом эфире через интернет. Также, группа использует Twitter что бы обмениваться фотографиями и другими материалами из студии.

## Оценка и критика
| Оценки критиков    | Оценки критиков |
| Источник           | Оценка          |
| ------------------ | --------------- |
| Allmusic           | [ 2 ]           |
| Alternative Press  | [ 16 ]          |
| BBC Music          | (favorable)     |
| Blender            | [ 18 ]          |
| Kerrang!           | [ 19 ]          |
| The New York Times | (favorable)     |
| Record Collector   | [ 21 ]          |
| RTÉ Entertainment  | [ 22 ]          |
| Stylus             | A               |
| Sputnikmusic       | (4.5/5)         |

Первое время на Clarity никто не обратил внимания, но со временем он стал популярен. В настоящее время альбом рассматривается как «шедевр» или «ориентир» для альбомов 1990-х.В 2008 году журнал Spin опросил участников 17 современных групп, все они ссылались, что Джим Эдкинс играет основную роль группы. Из них, басист Manchester Orchestra Джонатан Корли сказал, что Clarity была одна из самых любимых его записей, и она изменила его представление о музыке. Лиор Галиль из Bostonist, отметил, что альбом является культ и инди-классика, и это одна из немногих записей, которые укрепили стиль эмо-музыки и это действительно движущая музыка от начала до конца. В 2003 году Энди Гринвальд назвал альбом Clarity одной из наиболее яростно любимой рок-н-ролл записи за последнее десятилетие.
Allmusic, оценив альбом, поставил 4 из 5. Тим Нельсон из BBC похвалил ремастеринг 2007 года. Марк Вандерхоф заявил: «Clarity — это смесь интроспективной баллады, панк-рока, элементы барокко-попа и немного электроники, и это делает его удивительно уникальный альбомом».
Alternative Press поставил 5 звёзд и включил Clarity в «10 классических альбомов 1999 года». За 16 минут песни «Goodbye Sky Harbor» с его органическими приборами и звучанием электроники часто повторялась мелодия, но её ни разу не дублировали. Clarity как и Pinkerton у Weezer продолжал третью эмо волну.
После переиздания альбома, журнал Blender поставил 4,5 звезды из 5 и оценил его как основу для эмо-музыки XXI века.
Kerrang! дал все 5 звёзд и в следующем году дал звание «Лучший продукт». Также, они сказали, что «славный» — это, пожалуй, лучшее слово, чтобы отразить суть Clarity. Переполненные, с безупречной мелодией опираться не только на великолепных музыкантов, но и на сердце, это альбом, который ссылается на эмо.
Нейт Чинен писал для The New York Times: «В альбоме Clarity были сделаны кардинальные изменения: Во-первых, вместо Тома Линтона Джим Эдкинс стал вокалистом. Во-вторых, усилилось звучание эмокора и панк-рока».
Record Collector, оценив альбом, поставил четверку. Элеонора Гудман комментировала его как часто встречающейся обложкой в магазинах. Его сочетание меланхолии, интроспективного попа и панк-рока сломали группы в США.
Гарри Генри из RTE Entertainment поставил альбому 5 звёзд. Тоска голоса, динамическая музыка и уникальные приборы — это основа альбома. Самая короткая песня 3 минуты, самая длинная 16, и всё чаще и чаще их слушая не понимаешь, почему они не добились всемирного успеха?
Чарльз Мервин из Stylus дал альбому «A» и назвал его «маленьким шедевром», «продуктом своего времени» и таким же важным как Pinkerton у Weezer..
Сотрудники Sputnikmusic оценили альбом в 4.5 из 5. Эндрю Хартвиг оценил группу на «отлично». Хорошая барабанная дорожка и оригинальное использование двух гитар является прекрасным дополнением к группе. Clarity — это альбом, разумных поп-песен и разнообразных инструментов и звуков. Действительно один из лучших альбомов 90-х годов.

## Список композиций
Все тексты написаны Джимом Эдкинсом и Томом Линтоном, вся музыка написана Jimmy Eat World.
| №   | Название                   | Длительность |
| --- | -------------------------- | ------------ |
| 1.  | «Table for Glasses»        | 4:22         |
| 2.  | «Lucky Denver Mint»        | 3:50         |
| 3.  | «Your New Aesthetic»       | 2:50         |
| 4.  | «Believe in What You Want» | 3:08         |
| 5.  | «A Sunday»                 | 4:33         |
| 6.  | «Crush»                    | 3:11         |
| 7.  | «12.23.95»                 | 3:45         |
| 8.  | «Ten»                      | 3:49         |
| 9.  | «Just Watch the Fireworks» | 7:03         |
| 10. | «For Me This Is Heaven»    | 4:04         |
| 11. | «Blister»                  | 3:30         |
| 12. | «Clarity»                  | 4:04         |
| 13. | «Goodbye Sky Harbor»       | 16:13        |

| №   | Название                      | Длительность |
| --- | ----------------------------- | ------------ |
| 14. | «What I Would Say to You Now» | 2:34         |
| 15. | «Christmas Card»              | 2:48         |
| 16. | «Sweetness (демо)»            | 3:39         |

## Участники записи
| Jimmy Eat World - Джим Эдкинс — Вокал, гитара, арт-директор - Том Линтон — Бэк-вокал, гитара, пианино - Зак Линд — Ударная установка, колокол, музыкальное программирование - Рик Берч — Бас-гитара, бэк-вокал Дополнительные музыканты - Джоел Дероун — Скрипка - Сьюзи Катаяма — Виолончель - Марк Тромбино — Синтезатор, секвенирование, дополнительная ударная установка, Музыкальное программирование | Дополнительный персонал - Дин Фишер — Звукорежиссёр - Брайан Гарднер — Музыкальное программирование - Ник Раскулинекс — Звукорежиссёр - Рон Ривера — Звукорежиссёр - Джастин Смит — Звукорежиссёр - Марк Тромбино — Музыкальный продюсер, звукорежиссёр |